# 伞树
伞树（学名：Musanga cecropioides）是种分布于非洲热带地区的植物，从塞拉利昂向南到安哥拉，向东到乌干达。它在次生林中很典型。
这棵树也被称为parasolier、n'govoge、govwi、doe、kombo-kombo、musanga和musanda。

## 描述
伞树可以长到30米的高度，直径为0.3-0.9米。它的树干呈淡白色/黄色，质地粗糙，呈颗粒状。

## 生态
伞树是一种先锋物种，很容易在新开垦的森林中生长。在尼日利亚，它与催吐萝芙木（Rauvolfia vomitoria）、象牙海岸榄仁（Terminalia ivorensis）和合掌树（Harungana madagascariensis）一起生长在这些地方。但五年后，伞树成为优势物种，在10米的高度形成了一个封闭的树冠。

## 用途
伞树的木材用途广泛，如漂浮设备（如木筏）和玩具。伞树的木材质地脆弱，容易发霉和失去光泽。这种树在中非共和国、加蓬和赤道几内亚的班图人中具有传统的医疗用途。

## 图集

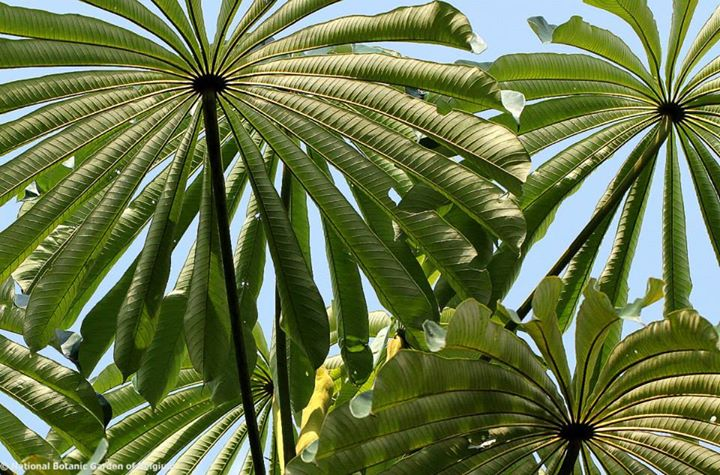
叶子
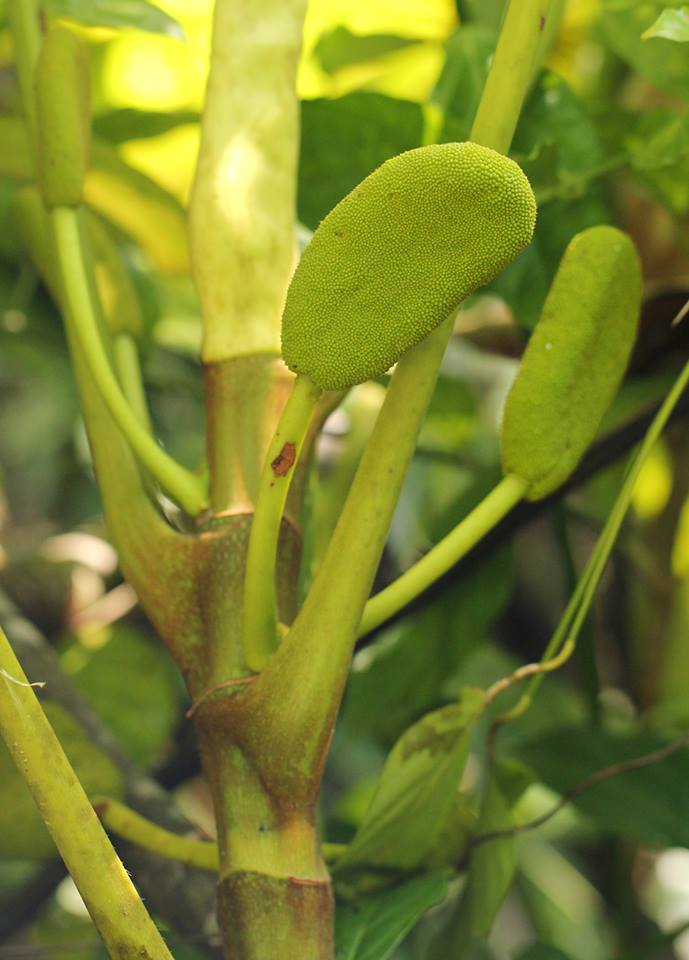
雌花
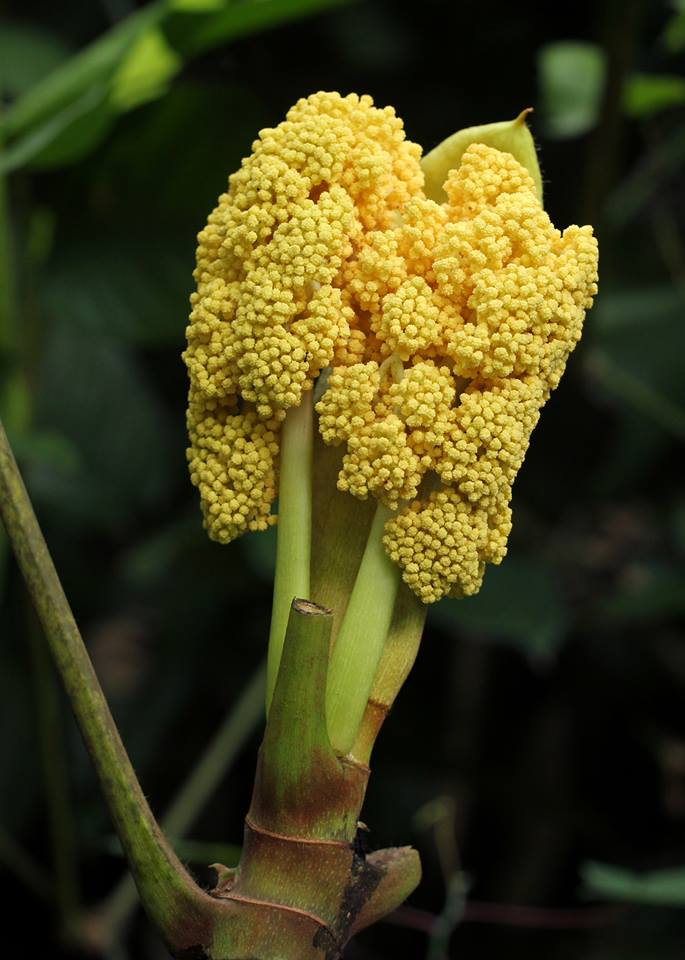
雄花